# Rhyssemus annaedicatus
Rhyssemus annaedicatus är en skalbaggsart som beskrevs av Pierotti 1980. Rhyssemus annaedicatus ingår i släktet Rhyssemus och familjen Aphodiidae. Inga underarter finns listade i Catalogue of Life.